# Мюррей, Джон, 5-й герцог Атолл
Джон Мюррей, 5-й герцог Атолл (англ. John Murray, 5th Duke of Atholl; 26 июня 1778 — 14 сентября 1846) — шотландский аристократ, офицер британской армии и крупный землевладелец. Объявленный невменяемым в двадцать лет, он никогда не заседал в Палате лордов.

## Биография
Родился 26 июня 1778 года в Данкелде, Пертшир, Шотландия. Второй сын Джона Мюррея, 4-го герцога Атолла (1755—1830), и достопочтенной Джейн Кэткарт (1754—1790), дочерью Чарльза Кэткарта, 9-го лорда Кэткарта (1721—1776). Был крещен 17 июля 1778 года. Его старший брат умер в детстве, оставив ему в наследство фамильные титулы и поместья, и с тех пор вплоть до смерти отца в 1830 году он был известен под титулом вежливости — маркиз Таллибардин. Он получил образование в Итонском колледже, в 1797 году был назначен прапорщиком в 61-й пехотный полк. Однако в 1798 году он был объявлен «нездоровым умом».
Он занимал должность шерифа Пертшира с 1830 года и до самой своей смерти . Его титулы включали герцога Атолла, маркиза и графа Атолла, маркиза и графа Таллибардина, графа Страттэя и Стратардла, виконта Балкухиддера, Глеалмонда и Гленлайона, лорда Мюррея из Таллибардина, лорда Гаска и Балкухиддера (Пэрство Шотландии); барона Стрейнджа (Пэрство Англии), графа Стрейнджа и барона Мюррея (Пэрство Великобритании)
Герцог Атолл так и не женился и умер бездетным в Гревилл-Плейс, Сент-Джонс-Вуд, Лондон, 14 сентября 1846 года в возрасте шестидесяти восьми лет после длительной затворнической жизни. Его сменил племянник Джордж Мюррей, сын младшего брата герцога Джеймса Мюррея, 1-го барона Гленлайона (1782—1837). После смерти отца лорд Гленлайон управлял семейными и герцогскими делами от имени своего старшего брата.

## Титулатура
- 5-й герцог Атолл (с 29 сентября 1830)
- 6-й маркиз Атолл (с 29 сентября 1830)
- 5-й маркиз Таллибардин, Пертшир (с 29 сентября 1830)
- 8-й граф Таллибардин (с 29 сентября 1830)
- 7-й граф Атолл (с 29 сентября 1830)
- 5-й граф Страттей и Стратхардл, Пертшир (с 29 сентября 1830)
- 6-й виконт Балкухиддер (с 29 сентября 1830)
- 5-й виконт Балкухиддер, Глеалмонд и Гленлайон, Пертшир (с 29 сентября 1830)
- 10-й лорд Мюррей из Таллибардина (с 29 сентября 1830)
- 8-й лорд Мюррей, Гаск и Балкухиддер (с 29 сентября 1830)
- 5-й лорд Мюррей, Балвени и Гаск (с 29 сентября 1830)
- 2-й барон Мюррей из Стэнли, Глостершир (с 29 сентября 1830)
- 10-й лорд Стрейндж (с 29 сентября 1830)
- 2-й граф Стрейндж, Пертшир (с 29 сентября 1830)